# Robert C. Jones
Pour les articles homonymes, voir Robert Jones (homonymie) et Jones.
Robert Clifford Jones (généralement crédité Robert C. Jones) est un monteur et scénariste américain, né le 30 mars 1936 à Los Angeles et mort le 2 février 2021, des suites de la maladie à corps de Lewy.

## Biographie
Fils du monteur et réalisateur Harmon Jones et père de la monteuse Leslie Jones, lui-même débute comme monteur sur deux films sortis en 1963, Un enfant attend de John Cassavetes (avec Burt Lancaster et Judy Garland) et Un monde fou, fou, fou, fou de Stanley Kramer (avec Spencer Tracy et Milton Berle).
Il contribue au montage de trente-et-un autres films américains (parfois en coproduction), le dernier étant Amours suspectes de P. J. Hogan (avec Kathy Bates et Rupert Everett), sorti en 2002.
Entretemps, citons Devine qui vient dîner ? de Stanley Kramer (1967, avec Spencer Tracy et Katharine Hepburn), Love Story (1970, avec Ali MacGraw et Ryan O'Neal) et L'Homme de la Manche (1972, avec Peter O'Toole et Sophia Loren), tous deux réalisés par Arthur Hiller, En route pour la gloire d'Hal Ashby (1976, avec David Carradine et Ronny Cox), Le ciel peut attendre de Warren Beatty et Buck Henry (1978, avec les réalisateurs et Julie Christie), ou encore City Hall d'Harold Becker (1996, avec Al Pacino et John Cusack). Signalons aussi Don't Worry, We'll Think of a Title (1966, avec Morey Amsterdam et Rose Marie), réalisé par son père Harmon Jones.
Un monde fou, fou, fou, fou, Devine qui vient dîner ? et En route pour la gloire précités lui valent autant de nominations à l'Oscar du meilleur montage (qu'il ne gagne pas).
En marge de son activité principale de monteur, Robert C. Jones collabore au scénario de deux films, Retour (1978, avec Jane Fonda et Jon Voight) et Bienvenue, mister Chance (1979, avec Peter Sellers et Shirley MacLaine) d'Hal Ashby. Le premier lui permet de gagner l'Oscar du meilleur scénario original.

## Filmographie complète

### Monteur

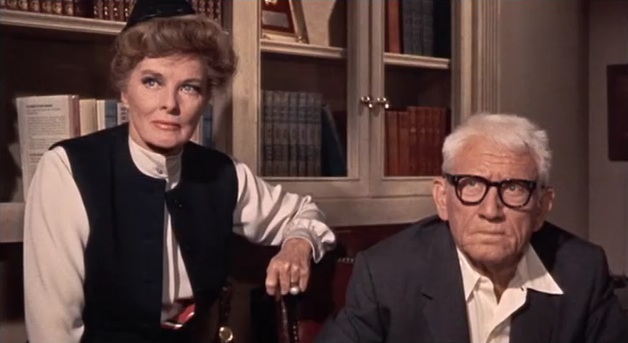
Devine qui vient dîner ? (1967), avec Katharine Hepburn et Spencer Tracy

- 1963 : Un enfant attend (A Child Is Waiting) de John Cassavetes
- 1963 : Un monde fou, fou, fou, fou (It's a Mad, Mad, Mad, Mad World) de Stanley Kramer
- 1964 : Le Mercenaire de minuit (Invitation to a Gunfighter) de Richard Wilson
- 1965 : La Nef des fous (Ship of Fools) de Stanley Kramer
- 1966 : Don't Worry, We'll Think of a Title d'Harmon Jones
- 1966 : Le Dortoir des anges (The Trouble with Angels) d'Ida Lupino
- 1967 : Tobrouk, commando pour l'enfer (Tobruk) d'Arthur Hiller
- 1967 : Devine qui vient dîner... (Guess Who's Coming to Dinner) de Stanley Kramer
- 1967 : Le Minus se rebiffe d'Arthur Hiller
- 1968 : Le Baiser papillon (I Love You, Alice B. Toklas) d'Hy Averback
- 1969 : La Kermesse de l'Ouest (Paint Your Wagon) de Joshua Logan
- 1970 : Love Story d'Arthur Hiller
- 1972 : Les flics ne dorment pas la nuit (The New Centurions) de Richard Fleischer
- 1972 : L'Homme de la Manche (The Man of La Mancha) d'Arthur Hiller
- 1972 : Cisco Pike de Bill L. Norton
- 1973 : La Dernière Corvée (The Last Detail) d'Hal Ashby
- 1974 : The Crazy World of Julius Vrooder d'Arthur Hiller
- 1975 : Shampoo d'Hal Ashby
- 1976 : En route pour la gloire (Bound for Glory) d'Hal Ashby
- 1978 : Le ciel peut attendre (Heaven Can Wait) de Warren Beatty et Buck Henry
- 1982 : Lookin' to Get Out d'Hal Ashby
- 1985 : Soleil d'automne (Twice in a Lifetime) de Bud Yorkin
- 1989 : Pas nous, pas nous (See No Evil, Hear No Evil) d'Arthur Hiller
- 1990 : Jours de tonnerre (Days of Thunder) de Tony Scott
- 1991 : Pour le meilleur et pour le rire (Married to It) de Arthur Hiller
- 1992 : Gentleman Babe d'Arthur Hiller
- 1993 : Arizona Rider (Beyond the Law) de Larry Ferguson
- 1993 : Proposition indécente (Indecent Proposal) d'Adrian Lyne (montage additionnel)
- 1994 : Rendez-vous avec le destin (Love Affair) de Glenn Gordon Caron
- 1996 : City Hall d'Harold Becker
- 1998 : Bulworth de Warren Beatty
- 1999 : La Tête dans le carton à chapeaux (Crazy in Alabama) d'Antonio Banderas
- 2002 : Amours suspectes (Unconditional Love) de P. J. Hogan

### Scénariste
- 1978 : Retour (Coming Home) d'Hal Ashby
- 1979 : Bienvenue, mister Chance (Being There) d'Hal Ashby

## Distinctions (sélection)

### Récompense
- Oscar du meilleur scénario original gagné en 1979, pour Retour.

### Nominations
- Trois nominations à l'Oscar du meilleur montage :
  - En 1964, pour Un monde fou, fou, fou, fou ;
  - En 1968, pour Devine qui vient dîner ? ;
  - Et en 1977, pour En route pour la gloire.
- Deux nominations au Golden Globe du meilleur scénario :
  - En 1979, pour Retour
  - Et en 1980, pour Bienvenue, mister Chance.